# Nipponopsalis yezoensis
Nipponopsalis yezoensis is een hooiwagen uit de familie Nipponopsalididae.